# 杜马·博科
杜马·吉迪翁·博科（英語：Duma Gideon Boko，1969年12月31日—），博茨瓦纳政治人物、律师，自2024年11月1日起担任博茨瓦纳总统，2012年起担任反对党联盟民主变革之伞主席，2014年至2019年任国会反对党领袖，2010年任博茨瓦纳民族阵线主席。
2024年，博科在大选中击败执政58年的博茨瓦纳民主党，成为第一位反对派领袖出身的总统。在此之前，博科代表民主变革之伞参加2014年和2019年大选。

## 早年经历
1987年，博科就读博茨瓦纳大学法律学，当选学校学生代表理事会（Student Representative Council）成员，与高等法院大法官Michael Leburu、Key Dingake、Bengbame Sechele和Lot Moroka成为同窗。1993年毕业后，负笈哈佛法学院，获哈佛法学硕士学位。1993年至2003年，博科在博茨瓦纳大学教授法学，同时经营一家律师事务所。2000年代初，他在《监督报》（The Monitor）撰写一篇专栏文章，认为博茨瓦纳法官的思想不够进步。

## 从政生涯
2010年，博科担任博茨瓦纳民族阵线主席。然而博科在党内的位置及身份受到质疑，因为2000年民族阵线分裂的时候，他带头成立了民族民主阵线（National Democratic Front）。若情况属实，根据博茨瓦纳民族阵线党章，博科重新入党三年内无法担任党主席职务。后来博科向法庭申诉，最终继承了在奥茨韦莱茨·穆波（Otsweletse Moupo）率领下衰败不堪的民族阵线党。
博科执掌后不久，民族阵线党、从博茨瓦纳民主党分家出来的博茨瓦纳民主运动，以及博茨瓦纳人民党组建了反对党联盟民主变革之伞。然而新成立的联盟遭到民族阵线党内部分人员强烈反对，认为联盟会让阵线党直接消失。此后博科与其他中央委员被起诉到博茨瓦纳高等法院，结果博科与博茨瓦纳民族阵线赢下全部官司。
2014年博茨瓦纳大选，博科率领变革之伞拿下议会17席，成为仅次于博茨瓦纳民主党的第二大政党。博科当选反对党领袖。
2019年博茨瓦纳大选，博科在哈博罗内博宁顿北选区挑战安娜·莫克盖蒂失败，失去反对党领袖位置。博科批评选举被执政的民主党操纵，以便莫克維齊·馬西西顺利连任总统。后来变革纸伞向法院申诉，最终输掉官司。
2024年博茨瓦纳大选前，博茨瓦纳国会党和波札那愛國陣線离开了变革之伞。尽管如此，变革之伞还是拿下议会多数席位，终结了博茨瓦纳民主党长达58年的统治，博科因而当选第一位反对派领袖出身的博茨瓦纳总统。2024年11月1日，博科宣誓就职。

## 相关著作
- Boko, D.G. (1998) Towards a Compensatory Approach to Redressing Constitutional Violations in Botswana. The Zimbabwe Law Review (ZLRev), vol. 15, (pp. 120-133). UZ, Mt. Pleasant, Harare: Faculty of Law (UZ).
- Boko, D. G. (2002). Integrating the Basarwa under Botswana's Remote Area Development Programme: Empowerment or marginalisation?. Australian Journal of Human Rights, 8(2), 153-171.
- Boko, D.G. Fair Trial and the Customary Courts in Botswana: Questions on Legal Representation. Criminal Law Forum 11, 445–460 (2000). doi.org/10.1023/A:1016667617539